# ショウ・ブレイズ
ショウ・ブレイズ（Shaw Blades）は、スーパーグループのダム・ヤンキースで共に演奏したスティクスのトミー・ショウと、ナイト・レンジャーのジャック・ブレイズによって結成されたアメリカ合衆国の音楽デュオ/グループである。
1995年のアルバム『ハルシネイション』と2007年のアルバム『インフルエンス』という2枚のアルバムを、他のプロジェクトの合間に制作した非公式のデュオである。『ハルシネイション』冒頭の2曲＝「My Hallucination」と「I'll Always Be with You」は控えめなエアプレイを受けた。『インフルエンス』は彼らに影響を与えた1960年代と1970年代からのカバー曲だけで構成している。実験的なソングライターであるブレイズの息子コリンは、アルバムにバックボーカルとアレンジを提供した。2002年、ショウ・ブレイズは、さまざまなクラシック・ロックのアーティストによるオムニバス・アルバム『A Classic Rock Christmas』に、クラシックのクリスマス・ソング「クリスマスの12日間 (The Twelve Days of Christmas)」のカバーを録音した。ショウ・ブレイズは、2007年春にアメリカにて短いツアーを行い、2007年秋にまた別のアメリカ・ツアーを行った。

## その他のメディア
- 「California Dreamin'」は、テレビ番組『カリフォルニケーション』シーズン2の最後のエピソードの終わりに使用された。
- 「My Hallucination」は映画『トミーボーイ』で使用された。

## ディスコグラフィ

### アルバム
- 『ハルシネイション』 - Hallucination (1995年)
- 『インフルエンス』 - Influence (2007年)